# Styla
Obchodní centrum STYLA je specializované nákupní středisko na produkty a služby pro bydlení. Nachází se vedle obchodního centra Shopping Palace v Bratislavě, městská část Ružinov.
Centrum bylo otevřeno v březnu 2017 a na ploše 24 300 metrů čtverečních je asi 45 prodejen a poskytovatelů služeb.